# Mumbai Samachar
Mumbai Samachar, voorheen Bombay Samachar (Gujarati: મુંબઈ સમાચાર) is het oudste dagblad van India en Azië. De krant werd in 1822 opgericht door Fardunjee Marzban. Het blad, een broadsheet, komt uit in het Gujarati en het Engels. Mumbai Samachar is gevestigd in Mumbai.

## Geschiedenis

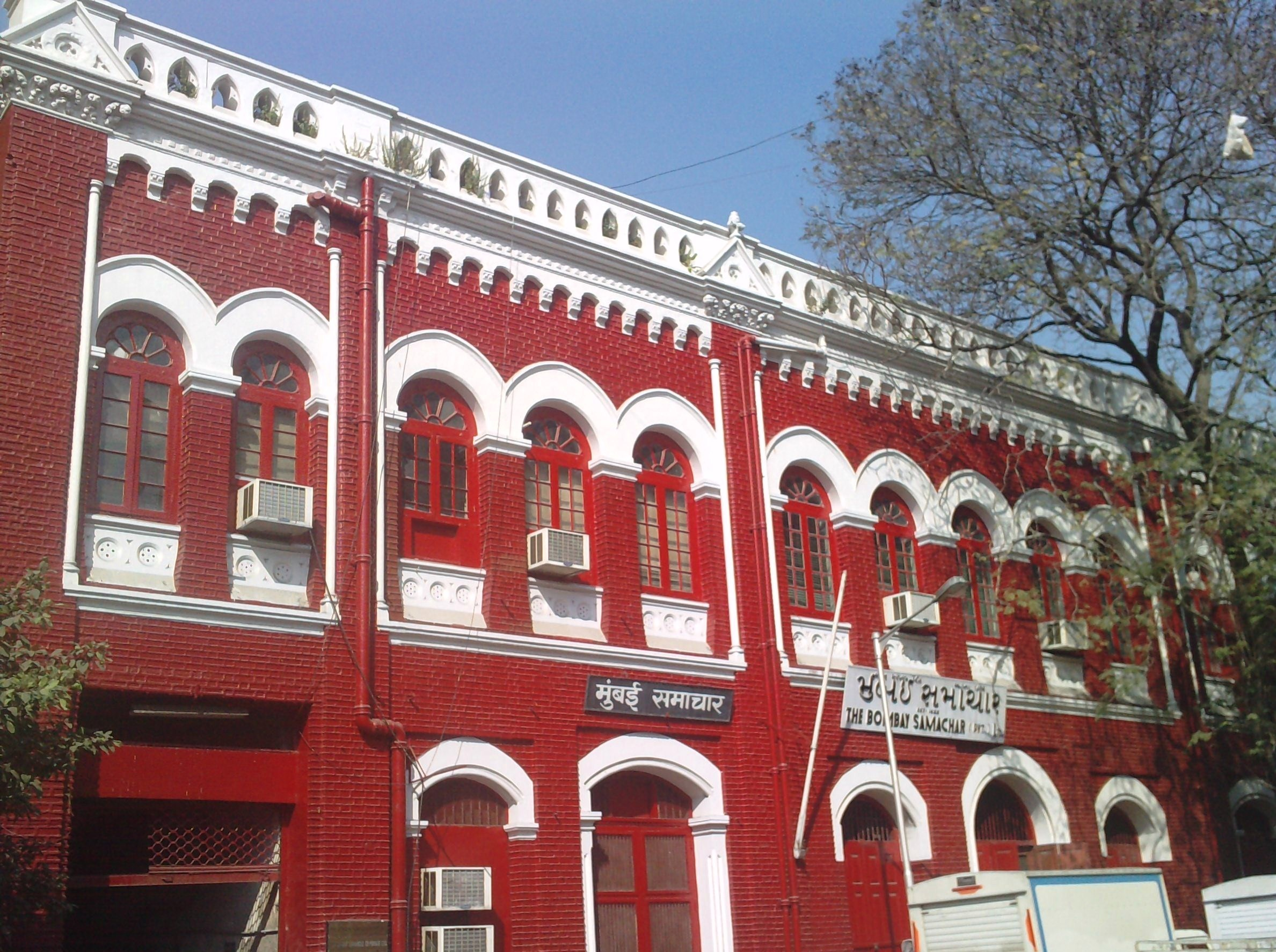
Het gebouw van de krant

De Bombay Samachar kwam voor het eerst uit op 1 juli 1822. Het was toen een weekblad, had een klein formaat en telde in totaal veertien gedrukte pagina's. In die eerste krant ging maar weinig nieuws over Bombay. Er stonden o.a. paragrafen in over benoemingen door de regering en rechtbanken, aankondigingen van aankomst- en vertrektijden van schepen, een lijst van overledenen in Europa, nieuwsberichten over Calcutta, Madras, Londen en Kanton (de prijzen van opium).
Vanaf 1832 kwam het blad twee keer per week uit en in 1855 werd het een dagblad. Het blad groeide uit tot een van de meest vooraanstaande kranten in het westen van India, gelezen door Gujarati-sprekende lezers in binnen- en buitenland,
De krant gaf een eerlijke en objectieve analyse van de gebeurtenissen en werd daarom gerespecteerd door zowel de Engelse als Indiase autoriteiten. Tijdens de onafhankelijkheidsstrijd speelde de krant een belangrijke rol en werd het blad geciteerd door mannen als Mahatma Gandhi, Jawaharlal Nehru en Vallabhbhai Patel. Een traditie die altijd heeft standgehouden is de aanwezigheid van advertenties van kleine adverteerders op de voorpagina.
Het dagblad verwisselde verschillende keren van eigenaar, tot het in 1933 in handen kwam van de familie Cama. De familie is nog steeds eigenaar van de krant: de huidige directeur is Hormusji N Cama.